# Stern (списание)
Вижте пояснителната страница за други значения на Щерн.
Stern (произнася се Щерн, от немски „Звезда“, името стилизирано изцяло с малки букви) е илюстровано, като цяло ляво-либерално, седмично списание за текущи събития, публикувано в Хамбург, Германия, от Gruner + Jahr, дъщерно дружество на Bertelsmann. Под редакцията (1948 – 1980) на своя основател Хенри Нанен, то достига тираж между 1,5 и 1,8 милиона, най-големият в Европа за списание от този вид.
Необичайно за популярно списание в следвоенна Западна Германия и най-вече в статиите на Себастиан Хафнер от 1975 г., Щерн изследва произхода и естеството на предшестващите трагедии от германската история. През 1983 г. обаче доверието в списанието е сериозно накърнено от закупуването и публикуването на фалшивите Дневници на Хитлер. Резкият спад в продажбите предхожда общия спад на читателите на вестници през новия век. До 2019 г. тиражът пада на под половин милион.